# Helen Gourlay
Helen Gourlay Cawley, avstralska tenisačica, * 23. december 1946, Launceston, Tasmanija, Avstralija.
V posamični konkurenci je največja uspeha dosegla z uvrstitvijo v finale turnirjih za Odprto prvenstvo Francije leta 1971 in Odprto prvenstvo Avstralije decembra 1977, obakrat jo je tam premagala Evonne Goolagong. Na turnirjih za Odprto prvenstvo ZDA se je najdlje uvrstila v četrtfinale leta 1970, na turnirjih za Odprto prvenstvo Anglije pa v četrti krog. Največje uspehe je dosegla v konkurenci ženskih dvojic, v kateri je štirikrat osvojila turnir za Odprto prvenstvo Avstralije in enkrat Odprto prvenstvo Anglije, dvakrat se je uvrstila v finale turnirja za Odprto prvenstvo Francije in enkrat Odprto prvenstvo Anglije. V konkurenci mešanih dvojic je najboljši rezultat dosegla z uvrstitvijo v polfinale turnirjev za Odprto prvenstvo Francije in Odprto prvenstvo Anglije.

## Finali Grand Slamov

### Posamično (2)

#### Porazi (2)
| Leto    | Turnir                      | Nasprotnica v finalu | Rezultat finala |
| 1971    | Odprto prvenstvo Francije   | Evonne Goolagong     | 3–6, 5–7        |
| 1977Dec | Odprto prvenstvo Avstralije | Evonne Goolagong     | 3–6, 0–6        |

### Ženske dvojice (8)

#### Zmage (5)
| Leto    | Turnir                          | Partnerica       | Nasprotnici v finalu                 | Rezultat finala          |
| 1972    | Odprto prvenstvo Avstralije     | Kerry Harris     | Patricia Coleman Karen Krantzcke     | 6–0, 6–4                 |
| 1976    | Odprto prvenstvo Avstralije (2) | Evonne Goolagong | Renáta Tomanová Lesley Turner Bowrey | 8–1                      |
| 1977Jan | Odprto prvenstvo Avstralije (3) | Dianne Fromholtz | Kerry Melville Reid Betsy Nagelsen   | 5–7, 6–1, 7–5            |
| 1977    | Odprto prvenstvo Anglije        | JoAnne Russell   | Martina Navratilova Betty Stöve      | 6–3, 6–3                 |
| 1977Dec | Odprto prvenstvo Avstralije (4) | Evonne Goolagong | Mona Guerrant Kerry Melville Reid    | brez finala zaradi dežja |

#### Porazi (3)
| Leto | Turnir                        | Partnerica      | Nasprotnici v finalu            | Rezultat finala |
| 1971 | Odprto prvenstvo Francije     | Kerry Harris    | Françoise Dürr Gail Chanfreau   | 4–6, 1–6        |
| 1974 | Odprto prvenstvo Anglije      | Karen Krantzcke | Evonne Goolagong Peggy Michel   | 6–2, 4–6, 3–6   |
| 1977 | Odprto prvenstvo Francije (2) | Rayni Fox       | Regina Maršíková Pam Teeguarden | 7–5, 4–6, 2–6   |